# Giacomo Bellucci (compositore)
Giacomo Bellucci (Recanati, 20 gennaio 1928 – Pesaro, 1º febbraio 2015) è stato un compositore italiano.

## Biografia
Ha studiato armonia, contrappunto e fuga con Piero Giorgi al Conservatorio "Rossini" di Pesaro (1953-58) ed alta Composizione con Franco Margola e Virgilio Mortari al Conservatorio di Santa Cecilia di Roma (1959-61) dove ha conseguito il diploma di composizione (1961), seguendovi anche un corso di direzione d'orchestra con Luigi Colonna e Franco Ferrara.

Ha svolto notevole attività di Maestro collaboratore in alcuni organismi lirici e musicali e di Direttore di complessi corali, strumentali e misti a Roma, in Italia e all'estero (1958-76). Docente titolare presso il Conservatorio di Pesaro (1965-98), ha ricoperto l'incarico di Direttore dei Conservatori di Campobasso, Mantova, Trieste e Adria (1982-90); ha fondato e diretto l'Istituto musicale Gigli di Recanati (1977-82).
Dal 1972 al novembre 1973 è stato direttore del Coro Polifonico Malatestiano di Fano.

Per le celebrazioni dei due centenari rossiniani (1968, 1992), ha diretto numerose esecuzioni della Petite messe solennelle al Conservatorio di Pesaro, della Messa di gloria di Mascagni (1995) e della Messa di gloria di Puccini (1998). 
Negli USA, per la F.O.T.O. (Friends of the Opera) del Michigan, ha condotto alcune esecuzioni della Petite Messe di Rossini (1994) e de La Risurrezione di Cristo di Lorenzo Perosi (1995) a Detroit e dintorni.

In qualità di Presidente o Membro, ha fatto parte di numerose Giurie di concorsi nazionali ed internazionali.

È autore di musica sinfonica, cameristica, vocale, corale, ecc. (1 opera, 1 balletto, 3 sinfonie, 3 ouverture, 3 suites, 20 concerti per strumento solista e orchestra, 16 quartetti per archi ecc., 4 oratori, 2 salmi, musica per pianoforte, organo ed altri strumenti, musica sacra, ecc.) - in gran parte pubblicata (edizioni Carrara, Zanibon, Rugginenti, Bèrben, Eco, ecc) ed anche di numerose pubblicazioni d'argomento musicale (testi, studi, saggi, note e programmi di concerti ecc.).
Ha curato diverse trascrizioni e revisioni di musiche antiche (Anonimi secc. XIV e XV, Banchieri, Legrenzi, Del Cavaliere, Steffani, Marcello, Monteverdi ecc.) trasmesse da RAI, ORTF, SUISSE ROMANDE, ORF, ecc., nonché elaborazioni di famosi brani di Autori classici e moderni.

Sue composizioni sono spesso eseguite, registrate e radiodiffuse in Italia e all'estero (Europa, USA) e proposte in concorsi e festival nazionali ed associazioni internazionali.
Di rilievo il monumentale carteggio col suo fraterno amico Musicologo, Organista e Clavicembalista, Domenico Morgante, tra l’altro autore di alcune recensioni sui suoi lavori.
Ha vissuto a Pesaro fino alla morte, avvenuta nel 2015 all'età di 87 anni.

## Riconoscimenti
- Diploma di benemerenza - gemellaggio Recanati-Parigi per il Centenario del musicista Giuseppe Persiani 1980
- Diploma di benemerenza per il “Premio città Castelfidardo” 1983;
- Targa e Diploma d'onore della UGO CONTA MUSIC AWARDS di Hong Kong - 1985;
- Membro onorario della UGO CONTA INTERNATIONAL MUSIC SOCIETY di Hong Kong - 1988;
- Targa d'argento della regione Marche per le celebrazioni centenarie Rossiniane 1992;
- Special Tribute del Senato del Michigan (USA) - 1994;
- Targa d'oro della Provincia di Pescara per il Premio internazionale di Poesia - 1994;
- Targa d'argento Provincia di Pescara per Premio internazionale di Poesia - 1995;
- Targa di merito della Friends of the Opera Organization del Michigan (USA) - 1995;
- Premio per alti meriti artistici - Pescara 1996

## Composizioni

### Teatro
- 1961 Coreografie, balletto
- 1963 Il Punto, intermezzo coreografico

### Orchestra
- 1957 Suite n.1 per archi
- 1958 4 Photostudios per orchestra e 1 pianoforte
- 1959 Ritmi Asìmmetri per 16 strumenti e percussioni (Campobasso, 1984)
- 1974 Elegia n.1 per violino, archi e arpa
- 1987 Suite n.2 per archi
- 1978/80 Modulocinque per orchestra
- 1988 Marche Overture per orchestra
- 1990 Thau per strings, flute, percussions and harp (Pesaro, 1999)
- 1991 Folksuite per fisarmonica b.s. e archi
- 1992 Columbus Overture per orchestra
- 1993 Elegia n.2 per violino, flauto, archi, arpa e timpano (Recanati, 1999)
- 1998 Dies Magna per ottoni e organo
- 2000 Euroverture per orchestra
- 2001 G&B 20.01 per 9 instruments
- 2001 Score 40 orchestra

### Sinfonie
- 1967 Minisinfonia
- 1980 Memorial Eighty's Symphony
- 1997/2000 A Latest Symphony

### Concerti
- 1962 Stosskonzert per pianoforte, tromba C e orchestra
- 1969 Violinospring 41 per violino e orchestra
- 1970 Violaspiel 42 per viola e orchestra
- 1973 Celloset 45 per violoncello e orchestra
- 1974 Flautozeta per flauto e orchestra
- 1979 Chordasei per chitarra e orchestra
- 1978 Machsette per clarinetto B e orchestra
- 1980 Oboeplus per oboe e orchestra - Hornplay per corno F e orchestra
- 1981 Firstling per fagotto e orchestra
- 1982 Brassmachine per trombone e orchestra
- 1983 Saxsong per sassofono alto e orchestra
- 1984 Tredici per percussioni e orchestra
- 1985/87 Violintwo per violino e orchestra
- 1988 Flügel per clavicembalo e orchestra
- 1989 Geometries per chitarra, v.cello e orchestra
- 1999 G.O.File per organo e orchestra
- 1999 Time 18 per arpa e orchestra
- 2003 K 19 per contrabbasso e orchestra
- 2004 T&Z per soloists orchestra

### Quartetti per archi
- 1967 Quartetto 1 (Roma 1971; Trieste 1986)
- 1971 Quartetto 2
- 1972 Quartetto 3
- 1975 Quartetto 4 - Quartetto 5
- 1977 Quartetto 6 per archi e voce
- 1980 Quartetto 7 per archi e clarinetto basso (Trieste 1987)
- 1982 Quartetto 8 per archi e corno inglese (RAI Trieste 1986)
- 1982 Quartetto 9
- 1984 Quartetto 10
- 1987 Pinch Quartet per archi e chitarra (Salzburg (A) 1989)
- 1988 Black Quartet per archi e flauto in sol
- 1991 Glasnosti Kvart'Et
- 1991 Greenhill Quartet per archi e tromba B
- 1993 Six Team per archi, fisarmonica bassi sciolti e pianoforte

### Trii
- 1963 Paradigmi per flauto, violoncello e pianoforte
- 1968 5 x 3 per clarinetto B, violino e pianoforte
- 1976 Areatre per violino, violoncello e pianoforte (RAI Trieste 1986)
- 1980 A 80 per oboe, violoncello e pianoforte
- 1984 Triomix per clarinetti (A, B, E, BS), corno di bassetto e pianoforte (Pesaro 1984; Torino, Bucarest (R) 1985 ; Pesaro 1987)
- 1985 Treble per oboe, corno F e fisarmonica bs. sciolti
- 1986 Epistola per violino, viola e violoncello

### Musica vocale-strumentale
- 1960/65 Hora Nona, oratorio per soli, 2 cori e orchestra
- 1961 Miserere per baritono, coro e orchestra
- 1964 Missa “Ad Duodecim” per coro, strumenti e organo
- 1967 Stabat per soli, piccolo coro, flauto, violoncello (Vicenza, Mestre … 1990, 1996)
- 1970 Cantico di Frate Sole per soli, coro e organo (Cassino 1975)
- 1971 Te Deum per soli, Coro, voci bianche, orchestra e organo
- 1985 Requiem Memory per soli, coro, ottoni, timpani e organo
- 1994 Ciliege d'Inverno oratorio per soli, 2 cori e orchestra
- 1995 Francesco oratorio per soli, 2 cori, voci bianche e orchestra
- 1997 La Terra de "I Fioretti" per oratorio per soli, 2 con e orchestra
- 1997 Inno Sociale per coro e orchestra

### Voci e strumenti
- 1966 Totem Test per soli, strumenti, batteria e marimba
- 1979 Letturanove per recitante, strumenti e percussioni
- 1983/85 2 Vocalizzi per voce femminile e pianoforte
- 1985 7 Canti per voce e pianoforte
- 1985 3 Canti Lunari per voce recitante e pianoforte
- 1986 Ave Maria per baritono e pianoforte
- 1987 Canti Erotici per voce femminile e chitarra (Falconara, Pescara 1994)
- 1988 Pater Noster per baritono e pianoforte
- 1988 Canti Zen per voce maschile e flauto in sol
- 1988 Canti Esotici per soprano e arpa
- 1989 Canti Aztechi per voce maschile e xylomarimba
- 1989 3 Canti Notturni per voce recitante femminile e pianoforte
- 2000 L'Infinito (Leopardi) per voce recitante e flauto
- 2004 Ariette Sportive per canto e pianoforte

### Musica da camera
- 1962 Planimetrie per violoncello e arpa
- 1965 Duplex 965 per fagotto e hammond
- 1968 Synkro 12 per violino solo (Voghera 1968, Milano 1969)
- 1968 Beta Gamma per violino e pianoforte
- 1968 Biphase per violoncello e pianoforte (Milano 1969)
- 1969 Fonologo per Sante Amadori per violoncello solo
- 1971 Diaphonia per 2 trombe B
- 1973 Dialoghi per violoncello e arpa (eseguita a Pesaro 1974; Pomposa 1976; Bologna, Kalmar (S), Wolfsburg (D), 1978 Maastricht (NL) 1979, Detroit (USA) 1984; Gorizia 1987)
- 1978 Drumshop per percussioni e pianoforte (Pescara 1982)
- 1979 Upper 51 per violoncello e arpa (Pesaro 1979; Ancona 1980; Milano, Gargilesse (F) 1984)
- 1980 Aleph per oboe solo
- 1980 Break per clarinetto B solo
- 1980 Small per sax alto solo
- 1980 B 45 per 3 clarinetti B (Pesaro 1982; Città di Castello 1984; Perugia 1985; Pesaro 1988)
- 1982 Fly per 5 trombe B (Sarnano, Praga .. 1982)
- 1982 Freely per flauto e arpa
- 1982 Last Lap per tromba in C e organo
- 1984 Out per tromba in C (o B)
- 1984 Exercitio per 4 trombe e trombone (Provincia di Brescia e Vicenza – 1995)
- 1986 Silver per violino solo
- 1987 Replay per 2 clarinetti A, B (Pesaro, 1988)
- 1988 Sixty per clarinetto basso
- 1989 Fog per flute & harpsichord
- 1980/90 Fleurs d'Automne & Fleurs d'hiver per 2 arpe
- 1992 A blue touch per violoncello e arpa
- 1992 Overcolors per clarinetto B e pianoforte
- 1993 Flute room per 4 flauti
- 1993 L'Ile Oublièe per 4 flauti (RAI 3- 1998)
- 1994 Il gatto blu per clarinetto A e pianoforte (Pesaro – 1998)
- 2003 Tris. Omaggi per tre amici. (Improvviso, Intermezzo, Studio sinfonico) per fisarmonica